# Christian Gottlob Richter
Christian Gottlob Richter (* 9. Juli 1745 in Lichtenstein; † 3. Mai 1791 in Leipzig) war ein deutscher Jurist.

## Leben
Christian Gottlob Richter wurde als Sohn eines gräflichen Sekretärs geboren. Er besuchte seit 1758 die Fürstenschule in Grimma beim damaligen Rektor Friedrich Immanuel Schwarz; dort wurde er in seiner weiteren Entwicklung durch den Konrektor Johann Tobias Krebs geprägt, der sein Interesse an der Alt-Philologie weckte. 
Er begann 1764 ein Jura-Studium an der Universität Leipzig und hörte philosophische Vorlesungen bei Christian August Crusius, Johann Christian Gottlieb Ernesti und Johann Gottlob Böhme sowie juristische Vorlesungen bei Christian Heinrich Breuning und Johann Gottfried Sammet (1719–1796). 
1769 wurde er Kandidat der Rechte und begann noch im gleichen Jahr als Privatdozent Vorlesungen an der juristischen Fakultät der Universität Leipzig zu halten. 1773 promovierte er zur juristischen Doktorwürde. Er erhielt erst 1783, nach dem Tod von Friedrich Gottlieb Zoller, eine außerordentliche Professur, die 1786 in eine ordentliche Professur verwandelt wurde. Zu weiteren Beförderungen kam es nicht, obwohl er die Berufungen der Universitäten in Duisburg und Königsberg ablehnte. Er hielt überwiegend Vorlesungen zu Natur- und Zivilrecht.
Einer seiner Schüler war der spätere Oberhofgerichtsrat und Kapitular des Hochstifts Merseburg Christian Gottlieb Haubold, dem er die Vorarbeiten zu noch nicht veröffentlichten Schriften sowie sonstige Papiere testamentarisch vermachte.

## Schriften (Auswahl)
- Johann Friedrich Ackermann; August Gottlieb Richter; Christian Gottlob Richter; Georg Friedrich Richter; Georg Gottlob Richter: Ihrem Theuersten Oheim Herrn Georg Gottlob Richter, Sr. Grosbrit. Maj. Hofrath und Leibmedicus und ersten Lehrer der Arzneykunst auf der hohen Schule zu Göttingen als gegenwärtig hochbetrübtem Wittwer bezeugen mit Ehrfurcht ihr aufrichtiges Beyleid nachfolgende Verwandte. 1766.
- Friedrich Gottlieb Zoller; Christian Gottlob Richter; Johann Friedrich Langenheim: Exercitatio Ivris Civilis De Liberis Exheredibvs In Testamento Minvs Sollemni Parentvm. Leipzig Langenheim 1768.
- Romanus Teller; Christian Gottlob Richter; Johann Friedrich Langenheim: Procancellarivs Romanvs Teller Facvltatis Ivridicae Assessor Vrbisqve Senator Solennem Panegyrin Qva Vir Praenobilissimvs Et Doctissimvs Christianvs Gottlob Richter Lichtensteinensis Ivris Vtrivsqve Doctor Creabitvr A.D. XXX. Decembr. A.R.S. MDCCLXXIII Celebrandam Indicit. Leipzig Langenheim 1773.
- De ivre thesavri a mercenario inventi. Lipsiae, Ex Officina Langenhemia 1773.
- Romanus Teller; Christian Gottlob Richter: Procancellarius Romanus Teller solennem panegyrin, qua Christianus Gottlob Richter iuris utriusque doctor creabitur celebrandam indicit. Lipsiae, 1773.
- Paul Manuce; Christian Gottlob Richter: Paulli Manutii Commentarius in M. Tullii Ciceronis Epistolas ad diversos. Accedunt ejusdem scholia et Hieronymi Ragazonii in easdem Ciceronis epistolas commentarius Editio nova. Lipsiae: Apud S.L. Crusium, 1779–1780.
- Paolo Manuzio; Christian Gottlob Richter; Marcus Tullius Cicero: P. Manutii Commentarius in M.T. Ciceronis epistolas ad diversos. Accedunt ejusdem scholia et H. Ragazonii in easdem Ciceronis epistolas commentarius. Curavit C.G. Richterus. Lipsiae, 1780.
- Christian Gottlob Richter; Johann Friedrich Jünger; Christian Felix Weiße; Friedrich Gotthold Jacobäer: Exercitatio Ivris Civilis De Conditione Nominis Ferendi Vltimis Volvntatibvs Adscripta. Leipzig Iacobaeer 1780.
- Christian Gottlob Richter; Karl Christoph Augapfel; Georg Ludwig Traugott Barthold; Born; Bürger; Friedrich Wilhelm Döring; Friedrich Christlieb Döring; Ebeling; Fritsch; Fröhlich; Johann Friedrich Leopold Gottschald; Herrlich; Jahn; Junge; Johann Daniel Kalbe; Carl Andreas Kasten; Knape; Kummer; Gottlieb Friedrich Kunze; Lange; Liebstein; Marberger; Müller; Naumann; Oettel; Petersen; Richter; Schmidt; H. C. L. Senf; Zimmer; Johanna Dorothea Sysang; Johann Christoph Büttner: Unserm Freunde Richter an Seinem Disputationstage. Leipzig gedruckt bey Johann Christoph Büttner 1780.
- De conditione nominis ferendi ultimis voluntatibus adscripta. Lipsiae, 1780.
- Christian Gottlob Richter; Christian August Günther: De poena ab irato principe extra ordinem imperata in diem tricesimum differenda exercitatio iuris civilis. Lipsiae, 1781.
- Abraham Wieling; Christian Gottlob Richter; Justinian, Emperor of the East: A.W. repetitio Institutionum Juris Civilis. Accedunt Justiniani Imp. Constitutio Omnem ad Antecessores de juris docendi ratione variis lectionibus et observationibus illustrata. E. Merillii oratio de tempore in studiis juris prorogando cum adnotationibus nonnullis. J.G. Heineccii oratio de jurisconsultis semidoctis. Cura C.G. Richteri. Lipsiae, 1781.
- Christian Gottlob Richter; Johann Balthasar Kustner: De re libraria imperio Germanico ordinanda. Lipsiae, 1786.
- Specimen Animadversionvm De Veteribvs Legvm Latoribvs Ad Io. Alberti Fabricii Bibliothecam Graecam: Orationi Muneris Antecessoris Sollemniter Auspicandi Caussa. Lipsiae: Klaubarth, 1786.
- Oratio de intereuntis iurisprudentiae humanioris caussis sollemnibus muneris auspiciis a.d. xxv Octobr. a.c. CI I CCLXXXVI. Lipsiae, 1786.
- De intereuntis jurisprudentiae humanioris caussis: oratio. Lips., 1786.
- Christian Gottlob Richter; Johann David Schöps: Sammlung Geistlicher Lieder aus den neuesten und besten geistlichen Dichtern und Gesangbüchern gezogen. Zittau und Leipzig bey Johann David Schöps 1787.
- Christian Gottlob Richter; Johann Conrad Sickel: De Neratio Prisco iurisconsulto: exercitatio. Lipsiae, 1788.
- Joachim Moritz Wilhelm Baumann; Christian Gottlob Richter: De Servitute a proprietatis domino fundo fructuario imponenda, ad L. 15, §. ult., L. 16 et L. 17 pr. D. "de usufructu", exercitatio juris civilis praeside Christ. Gottl. Richtero, 13. aug. 1789 ad disputandum proposuit Joachimus Mauricius Gulielmus Baumannus. Lipsiae: ex officina Klaubarthia, 1789.
- Christian Gottlob Richter; Johann Conrad Sickel: De servitute a proprietatis domino funco fructuario imponenda: dissertatio. Lipsiae, 1789.
- Christian Gottlob Richter; Christian Gottfried Weber: Specimen animadversionvm de scriptoribvs ivris Attici ad Io. Alberti Fabricii bibliothecam Graecam. Lipsiae: Klaubarth, 1790.
- Christian Gottlob Richter; Friedrich Karl Hausmann: Specimen Observationvm De Comitibvs Palatinis Franciae Et Germaniae. Lipsiae: Klaubarth, 1790.
- Catalogus Librorum D. Christiani Gottlob Richteri: In Collegio Rubro D. XXII. August. MDCCLXXXXI Conditionibus Legibusque Auctionis Consuetis Vendendorum. Lipsia : Loeper, 1791.
- Animadversionum de veteribus legum latoribus et scriptoribus juris attici ad Jo. Alberti Fabricii Bibliothecam graecam specimina duo iterum edidit novisque accessionibus locupletavit Christ Gottl. Richterus. Accessit oratio de intereuntis jurisprudentiae humanioris caussis. Hamburgi: Apud C.E. Bohnium, 1791.
- Oratio de intereuntis jurisprudentiae humanioris caussis In sollemnibus muneris auspiciis a. d. 25 Octobr. a. C. 1786 in auditorio jurisconsultorum recitata. Hamburgi 1791.